# Walter Schönthaler

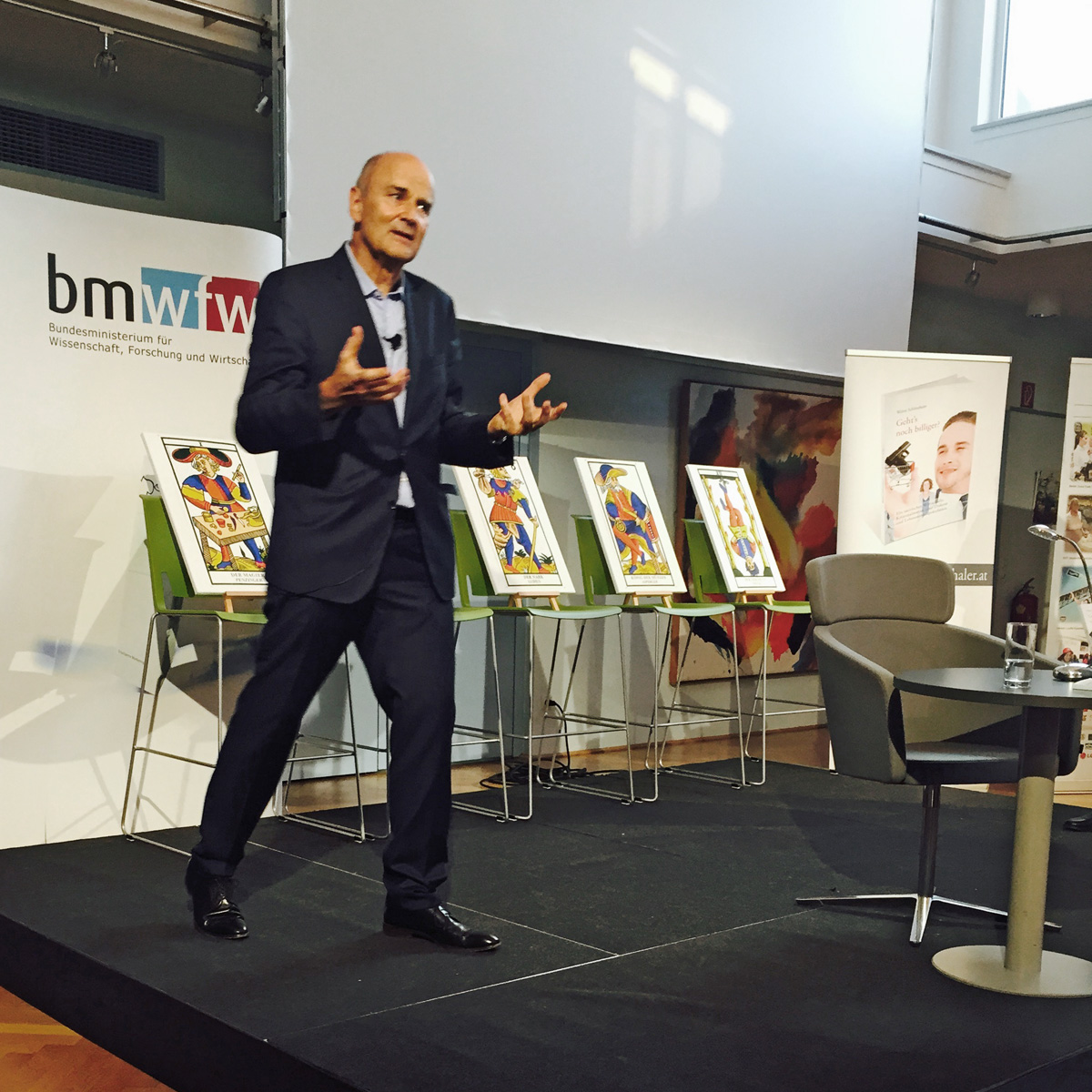
Walter Schönthaler (2017)

Walter Schönthaler (* 21. Oktober 1954 in Wiener Neustadt) ist ein österreichischer Marketingfachmann, Autor und ehemaliger Vorstand der Manner AG.

## Werdegang
Nach seinem Berufseintritt bei Unilever als Marketingtrainee (1978–1982) arbeitete Schönthaler als Marketingleiter in der Wiener Osteuropa-Zentrale von Pepsi-Cola (1982–1986) und anschließend sechsundzwanzig Jahre als Vorstand/Geschäftsführer von sechs österreichischen Lebensmittelunternehmen: Er war Mitglied der Geschäftsführung von Darbo (1986 – 1990), CEO von Felix-Austria (1990–1997), Vorstandsmitglied von Manner (1998–2004), CEO von Power Horse Energy Drinks, Geschäftsführer von Spitz (2004–2008) und Vorstandsmitglied von PEZ (2008 – 2010). Von 2010 bis 2013 arbeitete Schönthaler als selbständiger Unternehmensberater und veröffentlichte mehrere Wirtschaftsromane. Von 2013 bis 2016 kehrte er als Leiter Konzernmarketing der TÜV Austria Unternehmensgruppe wieder ins Management zurück. Schönthaler war Mitglied der Business & Management Faculty der Webster Private University Vienna. Ab September 2017 war der diplomierte Betriebswirt als wissenschaftlicher Mitarbeiter und Lehrgangsleiter an der Fachhochschule Wiener Neustadt, Campus Wieselburg, tätig.

## Auszeichnungen
Schönthaler erhielt für seine Verdienste um die Felix-Austria GmbH, insbesondere für die strategische Neuausrichtung der Unternehmensgruppe auf den EU-Beitritt im Juli 1992 von Landeshauptmann Karl Stix das Große Ehrenzeichen des Landes Burgenland. Weiters wurden zwei Marketingkonzepte, für die er verantwortlich zeichnete, mit dem Österreichischen Marketingpreis ausgezeichnet. Die TÜV AUSTRIA Unternehmensgruppe, für dessen Marketing er 2013–2016 als Leiter Konzernmarketing & Kommunikation verantwortlich zeichnete, wurde 2015/2016 mit dem Superbrand Award ausgezeichnet.